# Stefan Balicki (metalurg)
Stefan Ludwik Balicki (ur. 2 września 1913 w Tuchowie, zm. 17 października 1993) – polski metalurg, profesor.

## Życiorys
W 1935 roku ukończył studia na Wydziale Hutniczym Akademii Górniczej w Krakowie. W tym samym roku podjął pracę w tejże uczelni, a w roku 1938 rozpoczął pracę w przemyśle zbrojeniowym w Starachowicach.
Od 1945 roku współuczestniczył w uruchamianiu przemysłu hutniczego, a w 1948 roku podjął pracę w Hutniczym Instytucie Badawczym, późniejszym Instytucie Metalurgii w Gliwicach. Od 1952 roku pracował w Instytucie Metali Nieżelaznych w Gliwicach, gdzie od 1959 roku pełnił funkcję zastępcy dyrektora. W 1957 roku rozpoczął pracę nauczyciela akademickiego w Politechnice Częstochowskiej.
W 1968 roku uzyskał tytuł profesora, a profesorem zwyczajnym został w 1975 roku. Do Filii Politechniki Łódzkiej w Bielsku-Białej przeniósł się w 1976 roku. Zorganizował i wyposażył Zespół Materiałoznawstwa w Instytucie Mechaniczno-Konstrukcyjnym na Wydziale Budowy Maszyn.
Miał wielkie osiągnięcia w rozwoju technologii metali nieżelaznych, uzyskał 10 patentów i doprowadził do ponad 200 wdrożeń w przemyśle. Jest autorem 7 monografii, ponad 150 publikacji i 180 opracowań naukowo-badawczych. W 1983 roku przeszedł na emeryturę.
Zmarł 17 października 1993, pochowany na cmentarzu Parafii św. Barbary w Bielsku-Białej Mikuszowicach (sektor DN-5-13).

## Ordery i odznaczenia
- Krzyż Oficerski Orderu Odrodzenia Polski[2]
- Medal 10-lecia Polski Ludowej (24 stycznia 1955)[3]

## Nagrody
- Nagroda Państwowa II stopnia (zespołowa) za opracowanie i wdrożenie w praktyce przemysłowych wysokowartościowych stopów nieżelaznych (1955)[4]